# Tsangári (ort i Grekland)
Tsangári är en ort i Grekland.   Den ligger i prefekturen Thesprotia och regionen Epirus, i den västra delen av landet, 300 km nordväst om huvudstaden Aten. Tsangári ligger 455 meter över havet och antalet invånare är 201.
Terrängen runt Tsangári är bergig åt sydost, men åt nordväst är den kuperad. Runt Tsangári är det glesbefolkat, med 8 invånare per kvadratkilometer. Närmaste större samhälle är Paramythiá, 10,4 km nordväst om Tsangári. Trakten runt Tsangári består till största delen av jordbruksmark.